# Товариство філоматів
Товари́ство Філома́тів або Філомати (пол. Zgromadzenie Filomatów)  (1816—1823) -  підпільна і нелегальна польська організація Царської Росії, члени якої прагнули домогтися відновлення Речі Посполитої та скасування кріпацтва.
Дехто з філоматів виступав за незалежність України, зокрема, уродженці Підляшшя професори М. Бобровський та І. Данилович. Очолював товариство поляк Юзеф Єжовський. Активну роль у діяльності товариства відіграв білорусько-польський поет Адам Міцкевич, громадсько-політичні діячі Томаш Зан та Ігнатій Домейко. Щоб посилити вплив на молодь, філомати створили «Спілку променистих» та «Союз філаретів», які велику увагу приділяли просвітницькій діяльності.
У 1823 р. філоматів та створені ними організації було розгромлено, а їхні члени потрапили до в'язниць. Ті, хто вижив, почали співпрацю з декабристами. 22 жовтня 1823 року був заарештований Адам Міцкевич. Але його друзі, що також були заарештовані, довели, що він у товаристві не перебував. Слідство не змогло довести зворотне і замість арешту ухвалило рішення про виселення Міцкевича з батьківщини.